# نظام كفيشلينغ
نظام كفيشلينغ أو حكومة كفيشلينغ هي أسماء شائعة تستخدم للإشارة إلى الحكومة المتعاونة الفاشية التي يقودها فيدكون كفيشلينغ في النرويج التي تحتلها ألمانيا خلال الحرب العالمية الثانية. الاسم الرسمي للنظام من 1 فبراير 1942 حتى حله في مايو 1945 كان الحكومة الوطنية. تم الاحتفاظ بالسلطة التنفيذية الفعلية من قبل مفوضية الرايخ في النرويج، برئاسة يوزف تربوفن.
وبالنظر إلى استخدام مصطلح كفيشلينغ، يمكن أيضا استخدام اسم نظام كفيشلينغ كمصطلح مهين يشير إلى الأنظمة السياسية التي ينظر إليها على أنها خائنة للحكومات الدمية التي يفرضها الاحتلال الأجنبي.

## انقلاب 1940
كان فيدكون كفيشلينغ زعيم حزب التجمع الوطني قد حاول لأول مرة القيام بانقلاب ضد الحكومة النرويجية في 9 أبريل 1940 وهو يوم الغزو الألماني للنرويج. وفي الساعة 7:32 مساء، زار كفيشلينغ استوديوهات هيئة الإذاعة النرويجية، وقام ببث إذاعي يعلن نفسه رئيسا للوزراء وأصدر أمرا بوقف جميع أشكال المقاومة في الحال. وأعلن أنه هو والاتحاد الوطني يأخذون السلطة بسبب قيام مجلس وزراء نيغورسفول «بإثارة المقاومة المسلحة والفرار على الفور». وأعلن كذلك أنه «من الواجب ومن حق حركة التجمع الوطني أن تتولى السلطة الحكومية» في الحالة الراهنة. وادعى كفيشلينغ أن مجلس وزراء نيغورسفولد قد تخلت عن السلطة على الرغم من أنه انتقل فقط إلى إلفروم، حوالي 50 كـم (31 ميل) من أوسلو، وكان يجري مفاوضات مع الألمان.
وفي اليوم التالي، سافر السفير الألماني كورت بروير إلى إلفروم وطالب الملك هوكون السابع والحكومة النرويجية الشرعية بالعودة إلى أوسلو والدخول في تحالف مع كفيشلينغ. غير ان هوكون قال لمجلس الوزراء انه لا يستطيع في ضمير جيد تعيين كفيشلينغ رئيسا للوزراء وانه سيتنازل عن العرش بدلا من تعيين حكومة يرأسها. وبحلول هذا الوقت، وصلت الأنباء عن محاولة الانقلاب التي قام بها كفيشلينغ إلى إلفريوم. وانهارت المفاوضات على الفور، ونصحت الحكومة بالإجماع هوكون بعدم تعيين كفيشلينغ رئيسا للوزراء.
وقد حاول كفيشلينغ إلقاء القبض على مجلس الوزراء نيغورسفول، ولكن الضابط الذي أوعز له بتنفيذ القبض عليه تجاهل أمر الاعتقال. وفشلت محاولات للسيطرة على قوة الشرطة في أوسلو بإصدار أوامر إلى رئيس الشرطة كريستيان فيلهافن أيضا. وقد فشل الانقلاب بعد ستة أيام، على الرغم من الدعم الألماني للأيام الثلاثة الأولى، واضطر كفيشلينغ إلى التنحي جانبا في الأجزاء المحتلة من النرويج لصالح المجلس الإداري. تم تشكيل المجلس الإداري في 15 أبريل من قبل أعضاء في المحكمة العليا وبدعم من قادة الأعمال النرويجيين وكذلك بروير كبديل للتجمع الوطني لكفيشلينغ في المناطق المحتلة.

## المستشارون المؤقتون للدولة
في 25 سبتمبر 1940، قام المفوض الإمبراطوري الألماني يوزف تربوفن، الذي حل في 24 أبريل 1940 محل كورت برر بمنصب القائد المدني الأعلى في النرويج، بإعلان خلع الملك هوكون السابع ومجلس وزراء نيغورسفول، وحظر جميع الأحزاب السياسية بخلاف التجمع الوطني. ثم قام تربوفن بتعيين مجموعة من 11 مستشارا مؤقتا للدولة من التجمع الوطني لمساعدته في حكم النرويج. وعلى الرغم من أن المستشارين المؤقتين للدولة لم يشكلون حكومة، إلا أن نية الألمان هي استخدامهم لتمهيد الطريق لاستيلاء التجمع الوطني على السلطة في المستقبل. وجُعل فيديكون كفيشلينغ الرئيس السياسي للمستشارين، وكان على جميع أعضاء التجمع الوطني أن يقسموا يمين الولاء الشخصي له. وعمل معظم أعضاء المجلس بجد للأخذ بالمثل العليا للتجمع الوطني وسياساته. ومن بين المخططات التي أدخلت خلال فترة المجلس بدء العمل بواجب العمل، وإصلاح سوق العمل، وقانون العقوبات ونظام العدالة، وإعادة تنظيم الشرطة، والأخذ بالمثل الاشتراكية الوطنية في المشهد الثقافي النرويجي. وكان القصد من مستشاري الدولة المؤقتين كنظام مؤقت، في حين أن التجمع الوطني قام ببناء منظمته استعدادا لتولي السلطة الكاملة للحكومة. وفي 25 سبتمبر 1941، منحهم تربوفن لقب «الوزراء» بمناسبة مرور عام على تعيين أعضاء المجلس.

## الحكومة

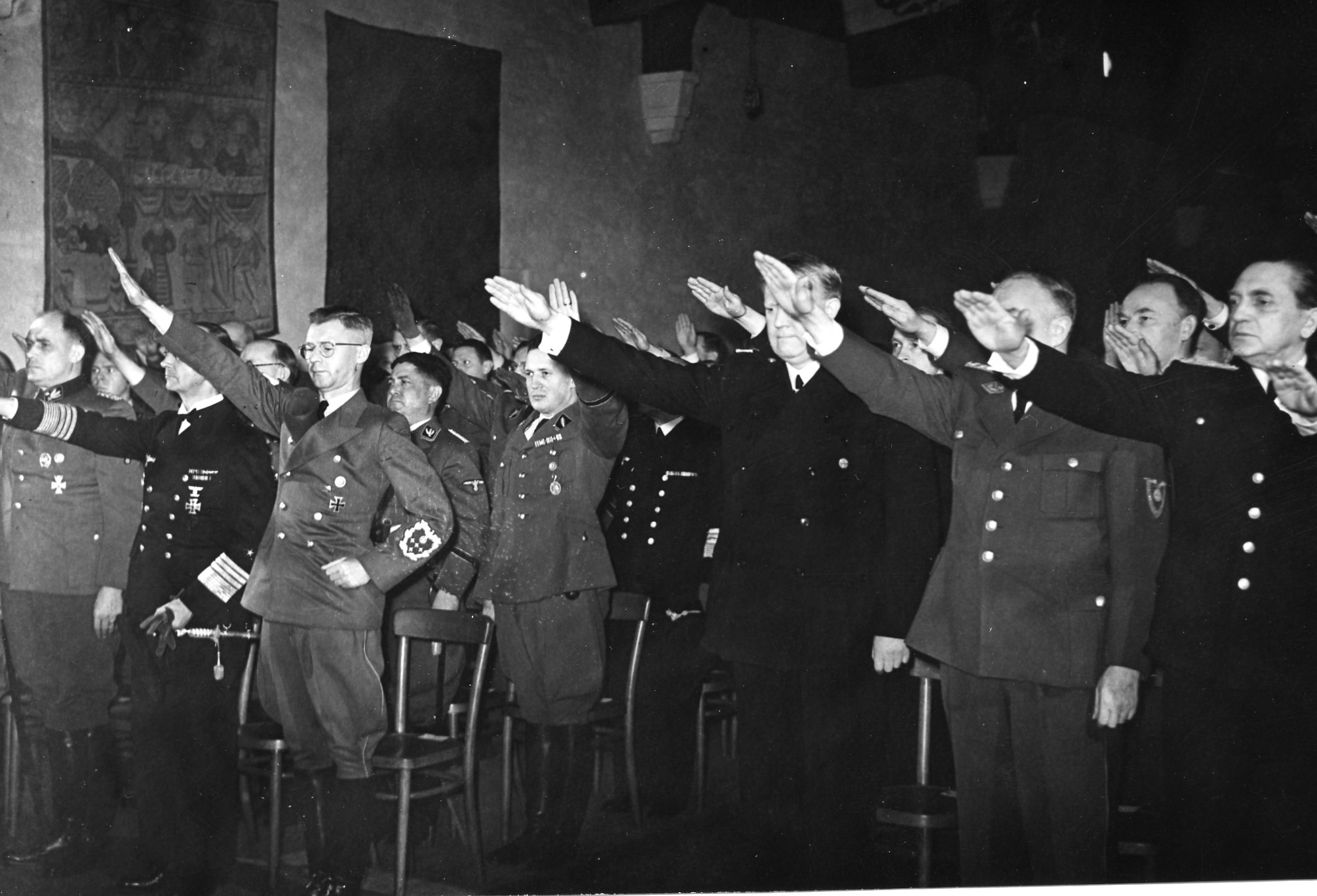
تم الإعلان عن إنشاء حكومة كفيشلينغ الوطنية في قلعة آكرشوس. وعلى الجانب الأيسر من القاعة ضباط ألمان، على يمين كفيشلينغ (الثالث من اليمين) وعدد من وزرائه.

مع إنشاء حكومة كفيشلينغ الوطنية، تولى كفيشلينغ، بصفته الوزير-الرئيس، السلطة مؤقتا لكل من الملك والبرلمان.
وفي عام 1942، بعد عامين من الإدارة المدنية المباشرة من قبل الألمان (والتي استمرت بحكم الأمر الواقع حتى عام 1945)، تم أخيرا وضعه مسؤولا عن حكومة متعاونة، والتي أعلنت رسميا في 1 فبراير 1942. وكان الاسم الرسمي للحكومة هو الحكومة الوطنية. وكانت النية الأصلية للألمان تسليم سيادة النرويج إلى الحكومة الجديدة، ولكن بحلول منتصف يناير 1942، قرر هتلر الإبقاء على المفوضية المدنية النرويجية للرايخ تحت تربوفن. وبدلا من ذلك، منحت حكومة كفيشلينغ دور السلطة القائمة بالاحتلال التي لها أذونات واسعة النطاق. ووصف كفيشلينغ نفسه تشكيل حكومته بأنه "خطوة حاسمة على الطريق نحو الاستقلال الكامل للنرويج". وعلى الرغم من أن كفيشلينغ تولى فقط سلطة الملك مؤقتا، فإنه لا يزال يبذل جهودا لإبعاد نظامه عن النظام الملكي المنفي. بعد أن انتقل كفيشلينغ إلى القصر الملكي عاد إلى استخدام الختم الرسمي للنرويج، وتغيير الصياغة من "Haakon VII Norges konge" إلى "Norges rikes segl" (في الترجمة العربية، من هوكون السابع ملك النرويج "إلى" ختم المملكة النرويجي"). وبعد إنشاء حكومة وطنية، ادعى كفيشلينغ أنه يحمل "السلطة التي يتمتع بها الملك والبرلمان وفقا للدستور".
وكان هناك وزراء مهمين آخرون من الحكومة المتعاونة يوناس لي (وهو أيضا رئيس الجناح النرويجي لشوتزشتافل من عام 1941) كوزير للشرطة، الدكتور غولبراند لونده وزيرا للثقافة والتنوير، وكذلك مغني الأوبرا ألبرت فيليام هاغلين، الذي كان وزيرا للداخلية.

## السياسة

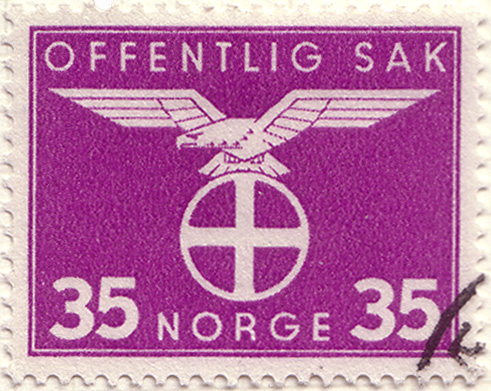
ختم خدمة الدولة

وكان من أولى الإجراءات التي اتخذها كفيشلينغ إعادة فرض حظر دخول اليهود إلى النرويج، والتي كانت سابقا جزءا من المادة 2 من الدستور في الفترة من 1814 إلى 1851.
وقد أدى اثنان من القوانين المبكرة لنظام كفيشلينغ، والقانون المتعلق بالخدمة الوطنية للشباب، والاتصال مع المدرسين في النرويج، وكلاهما وقع في 5 فبراير 1942، إلى احتجاجات واسعة النطاق من الآباء، اشتباكات خطيرة مع المدرسين، وصراع متصاعد مع كنيسة النرويج. وقد اغلقت المدارس لمدة شهر واحد، وفي مارس 1942 القت الشرطة النرويجية القبض على حوالى 1100 مدرس وارسلتهم إلى السجون الألمانية ومعسكرات الاعتقال، وأجبر نحو 500 من المدرسين على الذهاب إلى شيركنيس كعمال إنشاءات للشاغلين الألمان.

## هدف الاستقلال
حتى بعد الإنشاء الرسمي لحكومة كفيشلينغ، فإن يوزف تربوفن لا يزال يحكم النرويج كديكتاتور، ويأخذ أوامر من لا أحد ولكن هتلر. نظام كفيشلينغ كان حكومة عميلة، على الرغم من أن كفيشلينغ أراد الاستقلال وسحب تربوفن، وهو ما دأب على الضغط على هتلر من أجل تحقيقه، بدون نجاح. أراد كفيشلينغ تحقيق الاستقلال للنرويج بموجب حكمه، مع وضع نهاية للاحتلال الألماني للنرويج من خلال معاهدة سلام واعتراف ألمانيا بسيادة النرويج. أراد كذلك أن يحالف النرويج مع ألمانيا والانضمام إلى الميثاق المناهض للأممية الشيوعية. وبعد إعادة العمل بالخدمة الوطنية في النرويج، كانت القوات النرويجية تحارب مع قوى المحور في الحرب العالمية الثانية.
كما أن كيمبيلنغ قد واجه أيضا فكرة اتحاد عموم أوروبا بقيادة ألمانيا، ولكنها لم تهيمن عليه، بعملة موحدة وسوق مشتركة. وقدم كفيشلينغ خططه إلى هتلر بشكل متكرر في المذكرات والمحادثات مع الديكتاتور الألماني، أول مرة 13 فبراير 1942 في مستشارية الرايخ في برلين وآخر مرة في 28 يناير 1945، مرة أخرى في مستشارية الرايخ. كل أفكار كفيشلينغ رفضها هتلر، الذي لم يكن يريد أي اتفاقات دائمة قبل نهاية الحرب، في حين أنه يرغب أيضا في ضم النرويج الصريح إلى ألمانيا كأقصى مقاطعة ألمانية كبرى للرايخ الألمانية الكبرى. ولكن هتلر وعد في اجتماع عقد في أبريل 1943 بأنه بمجرد انتهاء الحرب، ستستعيد النرويج استقلالها. وهذه هي الحالة المعروفة الوحيدة لقيام هتلر بتقديم هذا الوعد إلى بلد محتل.
وقد أصبحت كلمة كفيشلينغ مرادفة للخيانة والتعاون مع العدو.

### مطالبات إقليمية

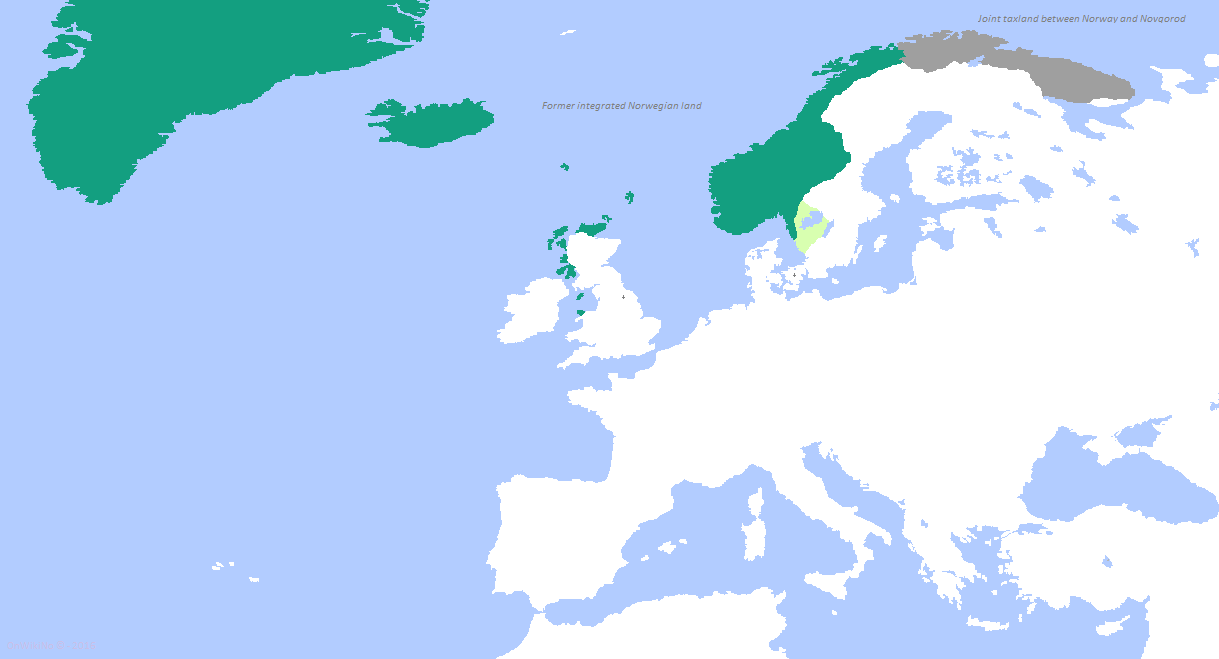
المملكة النرويجية في أقصى حد ممكن. ح. عام 1265

نظر النظام بشكل غير مشروع إلى العصور الوسطى العليا في تاريخ البلاد، والمعروفة في التأريخ النرويجي بوصفها نورغسفلده، التي امتدت خلالها الأراضي النرويجية خارج حدودها الحالية. وتصور كفيشلينغ تمديد الدولة النرويجية بضمها لشبه جزيرة كولا بأقلية نرويجية صغيرة، وبالتالي يمكن إنشاء نرويج كبرى ممتدة على الساحل الأوروبي الشمالي بأكمله. ومن المتوقع حدوث توسع آخر في شمال فنلندا لربط شبه جزيرة كولا بفينمارك: فقد كان لقادة التجمع الوطني وجهات نظر متباينة بشأن الحدود الفنلندية-النرويجية فيما بعد الحرب، ولكن ضم النرويج المحتمل للبلديات الفنلندية على الأقل بيتسامو وإيناري كان قيد النظر.
منشورات التجمع الوطني دعت إلى ضم المقاطعات السويدية النرويجية تاريخيا يمتلاند، هريدالن وبوهوسلين. في مارس 1944 اجتمع كفيشلينغ مع جنرال الفيرماخت رودولف باملر، وحث الألمان على غزو السويد من الأراضي الفنلندية (باستخدام القوات المفوضة إلى جيش لابلاند الألماني) ومن خلال بحر البلطيق كضربة استباقية ضد انضمام السويد إلى الحرب على جانب الحلفاء. وقد ارسل اقتراح كفيشلينغ إلى كل من القائد الاعلى للقوات المسلحة الفريد يودل وزعيم شوتزشتافل هاينريش هيملر.
كما عزز كفيشلينغ ويوناس لي، قائد الإس إس الجرمانية في النرويج، أيضا المطالبات النرويجية لجزر الفارو، آيسلندا، أوركني، شيتلاند، الهبريد الخارجية (وهي تاريخيا جزء من مملكة مان والجزر تحت اسم سور أويينه) وفرانز جوزيف لاند (في وقت سابق تطالب بها النرويج تحت اسم أرض فريتشوف نانسن)، ومعظمها كانت أراضي النرويج السابقة التي انتقلت إلى الحكم الدنماركي بعد حل الدنمارك-النرويج في عام 1814، أما الباقون فكانوا من مستوطنات عصر الفايكنغ السابقين. وقد ادعت النرويج بالفعل جزءاً من غرينلاند الشرقية في عام 1931 (باسم أرض أيريك راودس)، ولكن تم تمديد المطالبة خلال فترة الاحتلال لتغطية غرينلاند ككل. وخلال ربيع عام 1941، وضع كفيشلينغ خططا لـ«استعادة» الجزيرة باستخدام فرقة عمل من مائة رجل، ولكن الألمان اعتبروا أن هذه الخطة غير مجدية. وفي شخص وزير الدعاية غولبراند لونده، واصلت الحكومة النرويجية العميلة مطالبتها بقطبي الشمال والجنوب. خلال أواخر القرن التاسع عشر وأوائل القرن العشرين، اكتسبت النرويج مكانة كأمة نشطة في الحملة القطبية: فقد تم الوصول إلى القطب الجنوبي أولاً بواسطة المستكشف النرويجي روالد أموندسن في عام 1911، وفي عام 1939، ادعت النرويج منطقة من أنتاركتيكا تحت اسم أرض الملكة مود.
وبعد غزو ألمانيا للاتحاد السوفياتي، تم اتخاذ الاستعدادات لإنشاء المستعمرات النرويجية في شمال روسيا. وحدد كفيشلينغ المنطقة المخصصة للاستعمار النرويجي باسم بيارملاند، وهي إشارة إلى الاسم الذي ورد في الملاحم النرويجية لشمال روسيا.

## الحل
توقف نظام كفيشلينغ عن الوجود في عام 1945، مع نهاية الحرب العالمية الثانية في أوروبا. وكانت النرويج لا تزال تحت الاحتلال في مايو 1945، ولكن فيدكون كفيشلينغ ومعظم وزرائه استسلموا في مركز شرطة مولرغاتا 19 في 9 مايو، بعد يوم واحد من استسلام ألمانيا. وحاكمته حكومة الوحدة النرويجية الجديدة في 20 أغسطس على جرائم عديدة؛ وأدين في 10 سبتمبر، وأعدم رميا بالرصاص في 24 أكتوبر 1945. كما أُلقي القبض على المتعاونين مع النازيين الآخرين، وكذلك الألمان المتهمين بارتكاب جرائم حرب، وحوكموا خلال هذا التطهير القانوني.

## وزراء نظام كفيشلينغ

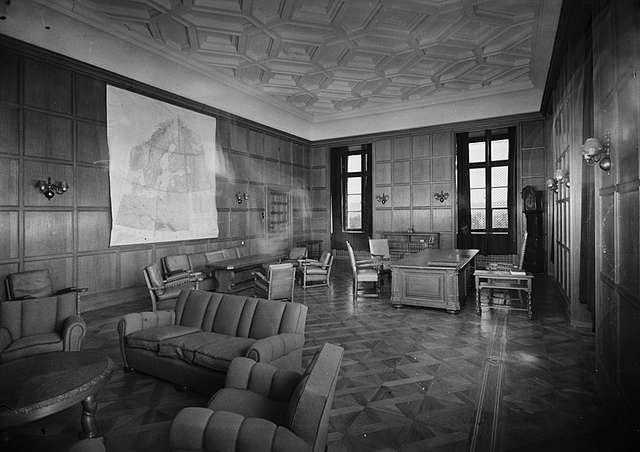
مكتب كفيشلينغ السابق في القصر الملكي، في يونيو 1945

في عام 1942، كان وزراء نظام كفيشلينغ:
- أيفين بلير (وزير التجارة ووزير التموين)
- تورشتاين فريتهايم (وزير الزراعة)
- رولف يورغن فوليسانغ (وزير شؤون الأحزاب)
- ألبرت فيليام هاغلين (وزير الشؤون الداخلية)
- تورمود هوستاد (وزير العمل)
- شل ستوب إيرغنس (وزير النقل البحري)
- يوناس لي (وزير الشرطة)
- يوهان أندرياس ليبستاد (وزير الشؤون الاجتماعية)
- غولبراند لونده (وزير الثقافة)
- فريديريك بريتس (وزير المالية)
- سفره ريسنيس (وزير العدل)
- راغنار سكانكه (وزير الكنيسة والشؤون التعليمية)
- أكسل هايبرغ ستانغ (وزير دائرة العمل والرياضة)

شهدت قيادة نظام كفيشلينغ تعديلا كبيرا واستبدالات أثناء وجودها. عندما توفي غولبراند لونده في عام 1942، تولى رولف يورغن فوليسانغ منصبه في وزارته وكذلك احتفظ بوزارته. تم دمج وزارتي أيفين بلير في عام 1943 بوصفهما وزارة التجارة. في 4 نوفمبر 1943 انضم ألف فيست إلى الحكومة كوزير بدون حقيبة.
تم استبدال تورمود هوستاد بواسطة هانس سكاربهاغن في 1 فبراير 1944. تم طرد كل من شل ستوب إيرغنس وأيفين بلير في يونيو 1944. وتم دمج وزاراتهما السابقة ووضعها تحت سيطرة ألف فيست بوصفه وزير التجارة. في 8 نوفمبر 1944، طرد ألبرت فيليام هاغلين من منصبه وحل محله أرفيد فاسبوتن. وعندما توفي فريديريك بريتس في فبراير 1945، حل محله بير فون هيرش. وقد فصل تورشتاين فريتهايم في 21 أبريل 1945، على أن يستعاض عنه بتريغفه ديلي لاورانتسون.

## مزيد من القراءة
- Andenaes, Johs. Norway and the Second World War (1966)
- Dahl, Hans Fredrik. Quisling: a study in treachery (Cambridge University Press, 1999)
- Mann, Chris. British Policy and Strategy Towards Norway, 1941-45 (Palgrave Macmillan, 2012)
- Riste, Olav, and Berit Nøkleby. Norway 1940-45: the resistance movement (Tanum, 1970)
- Vigness, Paul Gerhardt. The German Occupation of Norway (Vantage Press, 1970)

| سبقه Nygaardsvold's Cabinet | Government of Norway ‏ (الاحتلال الألماني للنرويج) حكومة في المنفى Nygaardsvold's Cabinet 1942–1945 | تبعه Nygaardsvold's Cabinet |